# Gehyra
Gehyra – rodzaj jaszczurek z rodziny gekonowatych (Gekkonidae).

## Zasięg występowania
Rodzaj obejmuje gatunki występujące na Madagaskarze, w Sri Lance, Malezji, Kambodży, Chinach, Japonii, Filipinach, Wietnamie, Tajlandii, Indonezji, na Nowej Gwinei, Molukach, Samoa, Fidżi, Nowej Kaledonii, Vanuatu, Nauru, Polinezji Francuskiej, Wyspach Cooka, Tonga, Wyspach Kokosowych, Wyspie Bożego Narodzenia, Guam, Wyspach Salomona, Mikronezji i w Australii.

## Systematyka

### Etymologia
- Gehyra: etymologia nieznana, Gray nie wyjaśnił znaczenia nazwy rodzajowej[1]; Louis Agassiz sugerował, że jest to wymyślona nazwa[9].
- Peropus: gr. πηρος pēros ‘okaleczony’[10]; πους pous, ποδος podos ‘stopa’[11]. Gatunek typowy: Hemidactylus mutilatus Wiegmann, 1835.
- Phyria: etymologia nieznana, Gray nie wyjaśnił znaczenia nazwy rodzajowej[3]; Louis Agassiz sugerował, że jest to wymyślona nazwa[12]. Gatunek typowy: Phyria punctulata Gray, 1842 (= Gehyra australis Gray, 1845.
- Perodactylus: gr. πηρος pēros ‘okaleczony’[10]; δακτυλος daktulos ‘palec’[13]. Gatunek typowy: Hemidactylus oualensis Duméril & Bibron, 1836 (= Gecko oceanicus Lesson, 1830.
- Dactyloperus: gr. δακτυλος daktulos ‘palec’[13]; πηρος pēros ‘okaleczony’[10]. Gatunek typowy: Hemidactylus variegatus Duméril & Bibron, 1836.
- Peripia: etymologia nieznana, Gray nie wyjaśnił znaczenia nazwy rodzajowej[3]; być może wariant pisowni gr. πηρος pēros ‘okaleczony’[10]. Gatunek typowy: Hemidactylus peronii Duméril & Bibron, 1836 (= Hemidactylus mutilatus Wiegmann, 1835).
- Phyriadoria: etymologia nieznana, autorzy nie wyjaśnili znaczenia nazwy rodzajowej[6]. Gatunek typowy: Gehyra australis Gray, 1845.

### Podział systematyczny
Do rodzaju należą następujące gatunki:

- Gehyra angusticaudata (Taylor, 1963)
- Gehyra aquilonia Kraus, 2024
- Gehyra arnhemica Oliver, Prasetya, Tedeschi, Fenker, Ellis, Doughty & Moritz, 2020
- Gehyra australis J.E. Gray, 1845
- Gehyra baliola (Duméril, 1851)
- Gehyra barea Kopstein, 1926
- Gehyra borroloola King, 1984
- Gehyra brevipalmata (Peters, 1874)
- Gehyra calcitectus Oliver, Prasetya, Tedeschi, Fenker, Ellis, Doughty & Moritz, 2020
- Gehyra capensis Kealley, Doughty, Pepper, Keogh, Hillyer & Huey, 2018
- Gehyra catenata Low, 1979
- Gehyra chimera Oliver, Prasetya, Tedeschi, Fenker, Ellis, Doughty & Moritz, 2020
- Gehyra chrysopeleia Kraus, 2024
- Gehyra corona Kraus, Vahtera & Weijola, 2024
- Gehyra crypta Kealley, Doughty, Pepper, Keogh, Hillyer & Huey, 2018
- Gehyra dubia (Macleay, 1877)
- Gehyra einasleighensis Bourke, Pratt, Vanderduys & Moritz, 2017
- Gehyra electrum Zozaya, Fenker & Macdonald, 2019
- Gehyra fehlmanni (Taylor, 1962)
- Gehyra fenestrula Doughty, Bauer, Pepper & Keogh, 2018
- Gehyra finipunctata Doughty, Bauer, Pepper, Keogh & Ellis, 2018
- Gehyra gemina Oliver, Prasetya, Tedeschi, Fenker, Ellis, Doughty & Moritz, 2020
- Gehyra georgpotthasti Flecks, Schmitz, Böhme, Henkel & Ineich, 2012
- Gehyra girloorloo Oliver, Bourke, Pratt, Doughty & Moritz, 2016
- Gehyra granulum Doughty, Palmer, Bourke, Tedeschi, Oliver & Moritz, 2018
- Gehyra incognita Kealley, Doughty, Pepper, Keogh, Hillyer & Huey, 2018
- Gehyra insulensis (Girard, 1858)
- Gehyra interstitialis Oudemans, 1894
- Gehyra ipsa Horner, 2005
- Gehyra kimberleyi Börner & Schüttler, 1982
- Gehyra koira Horner, 2005
- Gehyra lacerata (Taylor, 1962)
- Gehyra lapistola Oliver, Prasetya, Tedeschi, Fenker, Ellis, Doughty & Moritz, 2020
- Gehyra lauta Oliver, Prasetya, Tedeschi, Fenker, Ellis, Doughty & Moritz, 2020
- Gehyra lazelli (Wells & Wellington, 1985)
- Gehyra leopoldi Brongersma, 1930
- Gehyra louisiadensis Kraus, 2024
- Gehyra macra Doughty, Bauer, Pepper & Keogh, 2018
- Gehyra maculicincta Kraus, 2024
- Gehyra marginata Boulenger, 1887
- Gehyra media Doughty, Bauer, Pepper & Keogh, 2018
- Gehyra membranacruralis King & Horner, 1989
- Gehyra micra Doughty, Bauer, Pepper & Keogh, 2018
- Gehyra minuta King, 1982
- Gehyra montium Storr, 1982
- Gehyra moritzi Hutchinson, Sistrom, Donnellan & Hutchinson, 2014
- Gehyra multiporosa Doughty, Palmer, Sistrom, Bauer & Donnellan, 2012
- Gehyra mutilata (Wiegmann, 1834)
- Gehyra nana Storr, 1978
- Gehyra occidentalis King, 1984
- Gehyra oceanica (Lesson, 1830)
- Gehyra ocellata Kealley, Doughty, Pepper, Keogh, Hillyer & Huey, 2018
- Gehyra pamela King, 1982
- Gehyra papuana Meyer, 1874
- Gehyra paranana Bourke, Doughty, Tedeschi, Oliver & Moritz, 2018
- Gehyra peninsularis Doughty, Bauer, Pepper & Keogh, 2018
- Gehyra pilbara Mitchell, 1965
- Gehyra pluraporosa Bourke, Doughty, Tedeschi, Oliver, Myers & Moritz, 2018
- Gehyra polka Doughty, Bauer, Pepper & Keogh, 2018
- Gehyra pseudopunctata Doughty, Bourke, Tedeschi, Oliver & Moritz, 2018
- Gehyra pulingka Hutchinson, Sistrom, Donnellan & Hutchinson, 2014
- Gehyra punctata (Fry, 1914)
- Gehyra purpurascens Storr, 1982
- Gehyra robusta King, 1984
- Gehyra rohan Oliver, Clegg, Fisher, Richards, Taylor & Jocqué, 2016
- Gehyra serraticauda Skipwith & Oliver, 2014
- Gehyra shiva Meesook, Donbundit, Jindamad, Topai, Kunya, Suthanthangjai, Suthanthangjai, Chotjuckdikul, Chonkamnord, Sumontha & Pauwels, 2025
- Gehyra spheniscus Doughty, Palmer, Sistrom, Bauer & Donnellan, 2012
- Gehyra unguiculata Kealley, Doughty, Pepper, Keogh, Hillyer & Huey, 2018
- Gehyra variegata (Duméril & Bibron, 1836)
- Gehyra versicolor Hutchinson, Sistrom, Donnellan & Hutchinson, 2014
- Gehyra vorax Girard, 1858
- Gehyra wongchan Pauwels, Meesook, Kunya, Donbundit & Sumontha, 2022
- Gehyra xenopus Storr, 1978